# Malinowo (powiat działdowski)
Malinowo (niem. Amalienhof) – wieś w Polsce położona w województwie warmińsko-mazurskim, w powiecie działdowskim, w gminie Działdowo.
W 1921 roku stacjonowała tu placówka 13 batalionu celnego. Znajdowała się tu strzelnica wojskowa. W miejscowości znajduje się Zespół Szkół im. Emilii Sukertowej-Biedrawiny, założony w 1930 r.
Do 1971 roku Malinowo leżało w granicach Działdowa. W latach 1975–1998 miejscowość administracyjnie należała do województwa ciechanowskiego. 